# Franz Hummel (kierowca rajdowy)
Franz Hummel (ur. 24 listopada 1949 w Paryżu) – francuski kierowca rajdowy. 

## Życiorys
Dwukrotnie startował w wyścigu 24h Le Mans (1975, 1977), ale go nie ukończył. W 1977 roku wraz ze swoim pilotem Jeanem-François Fauchillem wziął udział w Rallye Automobile de Monte-Carlo, zajmując 44. miejsce. W 1986 zwyciężył razem z Jean-Pierre Malcherem w wyścigu 24 Heures sur Glaces w Chamonix. Na przełomie lat 80. i 90. uczestniczył w kilku rekordowych przejazdach transkontynentalnych. Jego największym osiągnięciem był przejazd z maja 1990, kiedy w samotnej próbie przejechał samochodem Range Rover z Kapsztadu do Algieru w 12 dni, 8 godzin i 45 minut (ze średnią ponad 1100 kilometrów na dzień). W czerwcu 1988 przejechał razem z Jean-Pierre Frizonem i Jo Gaffierem z Algieru do Kapsztadu w 12 dni, 18 godzin i 55 minut (w samochodzie Mitsubishi Pajero), w grudniu tego samego roku razem z Jean-Pierre Frizonem i Stéphane Roux przejechał w samochodzie Range Rover z Paryżu do Dakaru w 5 dni, 20 godzin i 21 minut (czas ten obejmował przeprawę statkiem). W maju 1989 przejechał razem z Jean-Pierre Frizonem i Jacques-Marie Bourgetem z Przylądka Dobrej Nadziei na Przylądek Północny w 13 dni, 22 godziny i 36 minut (samochodem Range Rover). W marcu 1996 w samochodzie Mitsubishi Pajero razem z Bruno Sabym, Jean-Pierre Frizonem i Dominique Serieys przejechał z Ziemi Ognistej na Alaskę w 14 dni, 5 godzin i 53 minuty, poprawiając poprzedni rekord o ponad dziewięć dni.
Zajmował się także organizacją imprez samochodowych. M.in. od 1970 uczestniczył w przygotowaniu Ronde Hivernale, a w kolejnych latach wyścigu 24 Heures sur Glaces w Chamonix, był pomysłodawcą organizowanych od 2001 wyścigów na lodzie (tzw. Ice Race Series International, rozgrywanych  we Francji, Kanadzie, Finlandii, Włoszech i Rosji). Od 1986 współorganizował Chamonix Festival Automobile, był też organizatorem Week-Ends de l'Excellence Automobile w Reims-Gueux (cztery edycje w latach 2007-2010) i pomysłodawcą organizowanego od 2015 Grandes Heures Automobiles na torze wyścigowym Linas-Montlhéry.
W 2006 został kawalerem Legii Honorowej